# Ipacsfa
Ipacsfa község Baranya vármegyében, a Siklósi járásban.

## Fekvése
A vármegye déli részén helyezkedik el, Harkány nyugati szomszédjában. A további szomszédos települések: délkelet felől Gordisa, dél felől Drávaszabolcs, nyugat felől pedig Kovácshida.

### Megközelítése
Közigazgatási határai között áthalad a Pécstől a déli országhatárig vezető 58-as főút, valamint a Harkány-Sellye-Darány közt húzódó 5804-es út, lakott területe vonatkozásában azonban zsáktelepülésnek tekinthető, mert csak az előbbi útból leágazó 58 122-es számú mellékúton érhető el.
A települést a hazai vasútvonalak közül a Középrigóc–Villány-vasútvonal érintette, de megállási pontja nem volt a vasútnak a falu területén, 2007 óta pedig már a forgalom is szünetel a vonalon.

## Története
Ipacsfa nevének első említését 1554-re datálják, azonban valószínűleg már korábban is létezett. Egyesek az 1237-es évszámhoz kötik a falu első említését. A korábbi dátum annál is valószínűbb, mivel az Ipacsfa határának déli részén található Iszró nevű dűlőnév még az 1852-es kataszteri térképen is szerepelt Izro-, az 1883-as térképen pedig Iszró néven.
Iszró (Sztró) falu volt egykor a mai Ipacsfától délre. Első említése pedig igen korai időből; 1177-ből származik. A tatárjárás alatt valószínűleg elpusztult, és az elpusztult Isztró helyén alakult ki később a mai Ipacsfa. Isztró, akkori írása szerint Scro a Kán nembeli Péter érsek birtoka volt, és a Kán nemzetségbeli Siklósi család osztozásakor Simon fia, Buchk kapta. Isztró 1177-ben az aradi elöljáróság 6 faluból álló kémesi uradalmának volt szomszédosa. Az uradalom 6 falvából öt ma is létezik: Tésenfa, Kémes, Csehi, Szerdahely, Kovácshida.  Az uradalom azonban még valószínűleg a tatárjárás előtt a Kán nemzetségbeli Siklósiak kezére kerülhetett, mert 1251-ben már mint öröklött birtokukon osztoznak a kémesi uradalmon.
Ipacsfa neve 1554-ben bukkan fel először az oklevelekben Ipacsfalu alakban.
A török uralom alatt végig lakott hely volt, lakói magyarok voltak.

## Közélete

### Polgármesterei
- 1990–1994: Ózdi Lajos (független)[3]
- 1994–1998: Ózdi Lajos (független)[4]
- 1998–2002: Ifj. Bárdos János (független)[5]
- 2002–2005: Bárdos János (független)[6]
- 2005–2006: Pancsa Ferenc (független)[7]
- 2006–2010: Pancsa Ferenc (független)[8]
- 2010–2014: Pancsa Ferenc (Fidesz-KDNP)[9]
- 2014–2019: Pancsa Ferenc (Fidesz-KDNP)[10]
- 2019–2024: Pancsa Ferenc (Fidesz-KDNP)[11]
- 2024– : Szabó Zsolt (független)[1]

A településen 2005. augusztus 28-án időközi polgármester-választást kellett tartani, az előző polgármester halála miatt.

## Népesség
A település népességének változása:
| Lakosok száma | 194  | 185  | 198  | 178  | 190  | 199  | 199  | 189  |
|               | 2013 | 2014 | 2015 | 2019 | 2021 | 2022 | 2023 | 2024 |

A 2011-es népszámlálás során a lakosok 96,8%-a magyarnak, 3,7% horvátnak, 0,5% lengyelnek, 0,5% németnek, 0,5% szerbnek mondta magát (3,2% nem nyilatkozott; a kettős identitások miatt a végösszeg nagyobb lehet 100%-nál). A vallási megoszlás a következő volt: római katolikus 42,2%, református 38,5%, görögkatolikus 1,1%, felekezeten kívüli 6,4% (9,6% nem nyilatkozott).
2022-ben a lakosság 91,5%-a vallotta magát magyarnak, 1% horvátnak, 0,5% cigánynak, 0,5% lengyelnek, 0,5% egyéb, nem hazai nemzetiségűnek (8,5% nem nyilatkozott; a kettős identitások miatt a végösszeg nagyobb lehet 100%-nál). Vallásuk szerint 23,6% volt római katolikus, 21,1% református, 1% görög katolikus, 0,5% ortodox, 2,5% egyéb keresztény, 1,5% egyéb katolikus, 8% felekezeten kívüli (41,2% nem válaszolt).

## Nevezetességei
- Az ipacsfai kocsmában összegyűjtött népi használati tárgyak.
- Református temploma a 18. században épült.